# Fallon Henley
Theresa Schuessler (Tampa, 25 de setembro de 1994) é uma lutadora profissional americana. Ela trabalha atualmente para a WWE, onde se apresenta na marca NXT sob o nome de ringue Fallon Henley e é membro do grupo The Fatal Influence. Ela foi uma vez campeã norte-americana feminina do NXT, além de ser uma ex-campeã de duplas femininas do NXT, também por uma ocasião.

## Carreira na luta livre profissional

### Início de carreira (2017–2021)
Ela fez sua estreia no ringue em 24 de junho de 2017, sob o nome de Tesha Price. Em 16 de dezembro de 2017, ela fez sua estreia na Shine Wrestling no Shine 47, competindo em uma battle royal para determinar a desafiante número um pelo Shine Championship, que foi vencida por Rain. Naquela mesma noite, ela também competiu em uma luta fatal 4-way contra Dynamite DiDi, Kikyo e Robyn Reid, que foi vencida por DiDi. Ela apareceu no episódio de 25 de julho do NXT sob o nome de Tenilla Price, perdendo uma luta rápida para Lacey Evans, após a qual Evans colocou seu lenço usado sobre o rosto de Price. Em 8 de agosto, agora de volta ao nome Tesha Price, ela perdeu para Britt Baker em uma luta dark realizada durante o segundo Mae Young Classic. Ela fez sua estreia na All Elite Wrestling no episódio de 6 de novembro de 2020 do Dark em uma luta contra Big Swole, onde ela foi derrotada. Ela fez sua estreia no Dynamite em 9 de dezembro, onde perdeu para Abadon.

### WWE (2021–presente)
Em 2021, ela retornou à WWE sob o nome de Fallon Henley durante o convite de Joe Gacy para lutadores do NXT, e enfrentou Gacy naquela noite, antes de ser interrompida pelo Diamond Mine. Ao longo do restante de 2021 e início de 2022, Henley competiu no 205 Live e no NXT 2.0 em lutas nas quais saiu derrotada contra lutadoras como Ivy Nile, Tiffany Stratton e Lash Legend. À medida que 2022 avançava, a história de Henley foi explicada: ela era uma garota do interior que trabalhava no bar da família para custear seu treinamento de luta livre, e desenvolveu uma amizade com Josh Briggs e Brooks Jensen, que tinham personagens semelhantes de classe trabalhadora/country. Henley começou a ter uma rivalidade com Kiana James, que, como parte de sua personagem de mulher de negócios, estava interessada em comprar o bar da família Henley e utilizar o terreno para a construção de condomínios. Com o tempo, James e Henley desenvolveram um respeito mútuo e formaram uma equipe.
No NXT Vengeance Day, Henley e James derrotaram Katana Chance e Kayden Carter para conquistarem o Campeonato de Duplas Femininas do NXT, o primeiro título de sua carreira no wrestling. Em 1º de abril de 2023, no NXT Stand & Deliver, elas perderam os títulos para Alba Fyre e Isla Dawn. Mais tarde, no NXT, Henley e James tentaram recuperar seus títulos contra Dawn e Fyre, mas não tiveram sucesso. Após descobrir que James estava traindo Brooks Jensen com um homem chamado Sebastian, Fallon se separou de James, mas Jensen decidiu ficar com James. No entanto, em 25 de abril, no Spring Breakin', Henley e Josh Briggs derrotaram James e Jensen, o que fez com que James finalmente admitisse a Jensen que nunca o amou de verdade. Ela terminou com ele, levando Jensen a se reunir com Henley e Briggs. Henley garantiu a última vaga no Iron Survivor Challenge feminino em dezembro, determinada por uma luta fatal four-way de última chance, que também incluía James, Roxanne Perez e Thea Hail, a qual venceu. No entanto, ela não conseguiu vencer a luta no NXT Deadline.
No NXT: New Year's Evil, em 2 de janeiro de 2024, a vitória de Henley sobre Stratton fez com que esta última se tornasse uma "Mão de Rancho por um Dia". No NXT Stand & Deliver, em 6 de abril, Henley se uniu a Kelani Jordan e Thea Hail da Chase University para derrotar Jacy Jayne, Kiana James e Izzi Dame em uma luta de trios. Na Noite 2 do Spring Breakin', Henley virou heel pela primeira vez em sua carreira ao atacar Hail após a vitória desta sobre Jayne. No NXT Battleground, ela participou de uma luta de escadas entre seis mulheres pelo recém-criado Campeonato Feminino Norte-Americano do NXT, mas não conseguiu conquistar o título. No episódio de 9 de julho do NXT, Henley, que se incomodava com o fato de novatas estarem recebendo mais oportunidades, formou uma aliança com Jayne e Jazmyn Nyx (com Nyx recebendo uma exceção de Jayne e Henley, apesar de também ser uma novata), eventualmente chamando a si mesmas de The Fatal Influence. O trio se uniu pela primeira vez na Semana 1 do NXT: The Great American Bash em 30 de julho, onde derrotou Karmen Petrovic, Lola Vice e Sol Ruca em uma luta de trios.

## Títulos e prêmios
- Pro Wrestling Illustrated
  - PWI a colocou na posição #240 das 250 melhores lutadoras individuais no PWI Women's 250 em 2023[19]
- WWE
  - Campeonato Norte-Americano Feminino do NXT (1 vez)
  - Campeonato de Duplas Femininas do NXT (1 vez) – com Kiana James[20]